# Maestrale-Klasse (1934)
Die Maestrale-Klasse war eine Klasse von vier Zerstörern der Königlich Italienischen Marine, die im Zweiten Weltkrieg und teilweise danach zum Einsatz kamen. Die im Herbst 1934 in Dienst gestellten Schiffe, entstanden auf den Werften Cantieri del Tirreno in Riva Trigoso und Cantieri Navali Riuniti in Ancona, die von der Marine schon Aufträge für Zerstörer der vorangegangenen Klassen erhalten hatten. Da die vier Schiffe alle nach Mittelmeerwinden benannt waren (Maestrale, Grecale, Scirocco und Libeccio), wurden sie auch als classe venti bezeichnet.
Sie waren eine vergrößerte Version der Zerstörer der Dardo- und Folgore-Klasse, waren 10 m länger und mit einer neueren Version des 120-mm-Zwillingsgeschütz ausgerüstet. Die bis zum Kriegsbeginn folgenden italienischen Zerstörer der Oriani- und Soldati-Klasse glichen ihnen weitgehend.
Als Italien 1940 in den Zweiten Weltkrieg eintrat, bildeten die vier Schiffe der Klasse das auf Sizilien stationierte 10. Zerstörergeschwader. Drei Einheiten gingen während des Krieges verloren. Nur Grecale überlebte den Weltkrieg, wurde 1957 in eine Fregatte umklassifiziert und erst 1964 gestrichen.
Die Namen der Schiffe fanden Anfang der 1980er-Jahre Verwendung für Neubauten von Fregatten der Maestrale-Klasse.

## Geschichte der Klasse
Die Kiellegung der vier Zerstörer der Maestrale-Klasse erfolgte im Herbst 1931, als mit der Freccia gerade das erste Schiff der Dardo-Klasse abgeliefert wurde. Von diesen ersten Ein-Schornstein-Zerstörern der Regia Marina entstanden mit Freccia und Saetta auch zwei Einheiten bei Cantieri del Tirreno in Riva Trigoso. Von der folgenden und den Maestrale-Zerstörern unmittelbar vorangehenden Folgore-Klasse waren alle vier Einheiten 1931 vom Stapel gelaufen. Ursache für die Rumpfvergrößerung war die Tatsache, dass die bis dahin gebauten italienischen Zerstörer ihre ursprüngliche Konstruktionsverdrängung übertrafen und zu viel Gewicht über der Wasserlinie hatten.
Daher wurde ein neuer Rumpf entwickelt, der dieses Problem (schlechte Seeeigenschaften) reduzieren sollte und trotz seiner Größe bei ähnlicher Maschinenanlage die geforderte Höchstgeschwindigkeit auch im Einsatz erreichen konnte. Der neu konstruierte, etwa 10 m längere Rumpf (106,7 m üa./ 101,6 m pp) und die auf bis zu 10,15 m erhöhte Breite ermöglichten bei einer Antriebsanlage von 44.000 PS mit drei Yarrow-Kesseln und zwei Parsons-Getriebeturbinen weiterhin die Höchstgeschwindigkeit von 38 kn. Der größere Rumpf erlaubte eine bessere Gewichtsverteilung, die den neuen Zerstörern unter den verschiedenen Einsatzbedingungen eine um 2 kn höhere Geschwindigkeit gegenüber den Vorgängerklassen ermöglichte. Trotz aller Bemühungen überschritten die Schiffe der Maestrale-Klasse auch ihre geplante Standardverdrängung von 1449 t und verdrängten 1615 t unter Standardbedingungen.
Die Maestrale-Klasse erhielt verbesserte 120-mm-Zwillings-Geschütze der Bauart OTO 1931 bei gleicher Grundauslegung und Verteilung der Bewaffnung. Wie bei den Vorgängern wurden zwei 40-mm-L/39-Geschütze der Bauart Vickers-Terni und zwei Zwillings-13,2-mm-Fla-MGs der Bauart Breda Modell 31 aufgestellt. Die Zerstörer verfügten weiterhin über zwei 553-mm-Torpedorohr-Drillingssätze auf der Mittschiffslinie und zwei Wasserbomben-Werfer. Eine vorhandene Schienenanlage machte die Mitnahme und den Einsatz von bis zu 56 Seeminen möglich.
Schon vor dem Kriegseintritt Italiens begann die Umrüstung der Zerstörer zur Verbesserung ihrer Flugzeug-Abwehr-Fähigkeiten. Für die veralteten 40-mm-Kanonen und die beiden MG-Zwillinge kamen sechs 20-mm-L/65-Maschinenkanonen der Bauart Breda 1939/1940 sowie zwei weitere Wasserbombenwerfer an Bord.

### Einsätze bei der Regia Marina
Während des Spanischen Bürgerkriegs wurden die vier Zerstörer zur Überwachung des Schiffsverkehrs nach Spanien eingesetzt. Maestrale und Scirocco begleiteten italienische Handelsschiffe, die angebliche Freiwillige nach Spanien transportierten, die auf Seiten Franco´s am Bürgerkrieg teilnahmen. Zeitweise waren die vier Zerstörer der Klasse in Tanger stationiert, um mit anderen italienischen Schiffen Transporte der Nationalisten von Spanisch-Marokko zum Festland zu sichern. Insbesondere die Grecale wurde auch vor der spanischen Westküste eingesetzt und besuchte im August 1936 Belgien und im Juli 1939 in Lissabon.
An der Italienischen Besetzung Albaniens im April 1939 waren Libeccio, Grecale und Scirocco in der gegen Vlora (Valona) eingesetzten Kampfgruppe beteiligt.
Nach Kriegsbeginn in Europa begann die vorgenannte Umrüstung der Flugabwehrbewaffnung der Maestrale-Klasse. Die vier Zerstörer bildeten das auf Sizilien stationierte 10. Zerstörergeschwader (X Squadriglia Cacciatorpediniere), das im Juni 1940 beim Eintritt Italiens in den Zweiten Weltkrieg an der Seite Deutschlands mit den schweren Einheiten der Flotte eingesetzt werden sollte.

#### 1940
Ein erster Einsatz erfolgte am 10. Juni 1940, als die vier Zerstörer des 10. Geschwaders Messina mit den schweren Kreuzern Pola, Trento und Bolzano der Division III zu einer ersten (ergebnislosen) Suche nach britischen Einheiten verließen.
Am 2. Juli 1940 ging das Geschwader mit seinen vier Zerstörern und den Leichten Kreuzern Giovanni delle Bande Nere und Bartolomeo Colleoni in See, um die aus Tripolis zurückkehrenden und von vier Torpedobooten begleiteten Truppentransporter Esperia und Victoria aufzunehmen und nach Neapel zu begleiten. Als zusätzliche Sicherung war auch die Division I mit den Schweren Kreuzern Zara, Fiume und Gorizia und dem 9. Zerstörergeschwader mit Vittorio Alfieri, Alfredo Oriani, Vincenzo Gioberti und Giosue Carducci der Oriani- oder Poeti-Klasse als Fernsicherung in See.

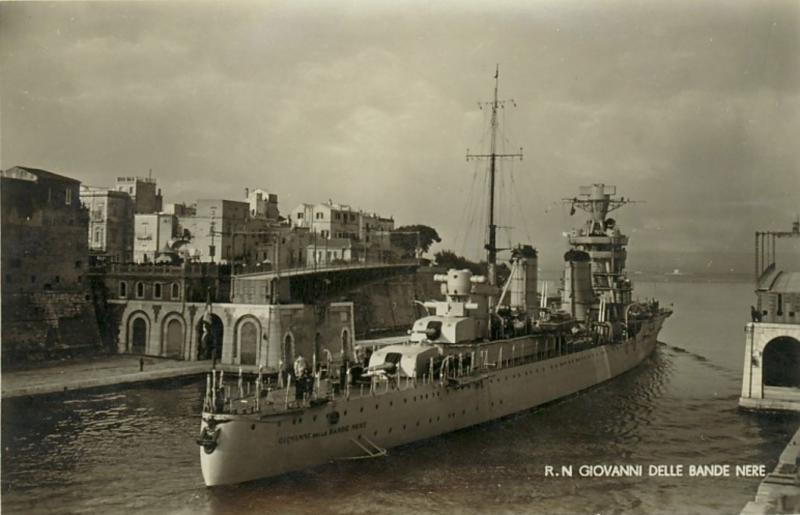
Giovanni delle Bande Nere

Am 6. Juli verließ das 10. Zerstörergeschwader mit den vorgenannten Leichten Kreuzern zusammen mit dem bislang größten italienischen Konvoi Neapel. Der nach Bengasi laufende Konvoi bestand schließlich aus den Fahrgastschiffen Esperia (11.398 BRT) und Calitea (4013 BRT) sowie den Fähren Marco Foscarini (6342 BRT), Vettor Pisani (6339 BRT) und der aus Catania ausgelaufenen Francesco Barbero (6343 BRT) sowie sechs Torpedobooten. An Bord der Schiffe befanden sich 2200 Soldaten, 300 Panzerfahrzeugen und Lkw sowie 16.000 t Material.
Nachdem der Konvoi ohne Verluste am 8. Juli sein Ziel erreichte, liefen Bande Nere und Colleoni mit Maestrale, Libeccio, Grecale und Scirocco zurück zu ihrer Basis Augusta, um sich dann der italienischen Flotte anzuschließen, die einen Vorstoß gegen die britische Mittelmeerflotte durchführte, der am 9. Juli mit der Seeschlacht bei Punta Stilo endete. Das von den Schlachtschiffen auf großer Distanz geführte Gefecht wurde von den Italienern nach einem schweren Treffer der Warspite auf der Giulio Cesare abgebrochen. Das 10. Zerstörergeschwader erreichte das Gefecht zu spät, um sich noch an dem abschließenden italienischen Zerstörerangriff zu beteiligen.
Vom 27. Juli bis zum 1. August begleiteten die vier Zerstörer erneut einen Geleitzug von sieben Transportern und vier Torpedobooten nach Tripolis. Dabei stieß das Geschwader aus Catania zu dem aus Neapel kommenden Konvoi, der am vorletzten Marschtag vom britischen U-Boot Oswald angegriffen wurde. Die Grecale konnte einem auf sie abgefeuerten Torpedo ausweichen und das U-Boot abdrängen.
In den Nächten zum 9. und 10. August legten die vier Zerstörer in jeder Nacht 216 Minen westlich Pantelleria während zeitgleich das Minenschiff Scilla, gesichert durch die Torpedoboote Sagittario und Antares gleich umfangreiche Sperren näher zu der italienischen Insel verlegte. Auf der von den Zerstörern gelegten Sperre ging am 23. August der britische Zerstörer Hostile verloren.
Als in der Nacht zum 12. November 1940 Swordfish der Illustrious die im Hafen von Tarent liegende italienische Flotte angriffen (Operation Judgment), wurde neben drei Schlachtschiffen und einem schweren Kreuzer auch die Libeccio von einer Bombe getroffen. Diese durchschlug den Zerstörer allerdings ohne zu explodieren, so dass er nur leicht beschädigt wurde.

#### 1941, Verlust derLibeccio
Ab dem Frühjahr 1941 waren Maestrale, Grecale, Libeccio und Scirocco häufig im Geleitdienst nach Nordafrika im Einsatz. Allerdings wurden die Zerstörer der Klasse seltener in einem Verband eingesetzt. Bei einem Nachschubgeleit Mitte Mai mit vier italienischen Transportern sowie den deutschen Schiffen Preussen und Wachtfels bildete Grecale mit Aviere, Geniere und Camicia Nera der Soldati-Klasse sowie der Dardo die Nahsicherung; während Maestrale und Scirocco zu einer großen Fernsicherungsgruppe gehörten, der neben vier Leichten Kreuzern weitere sieben Zerstörer (drei Soldati-Klasse, vier Navigatori-Klasse) angehörten.
Nach weiteren Geleiteinsätzen war die Scirocco am 3. Juni nordöstlich von Tripolis mit fünf Kreuzern und sechs Zerstörern der Navigatori-Klasse an der Verlegung zweier Defensiv-Minensperren gegen britische Vorstöße auf die Küste beteiligt. Diese Sperren wurden am 19. Dezember 1941 der britischen Force K zum Verhängnis, deren drei Kreuzer auf der bis dahin nicht erkannten Sperre Minentreffer erhielten. Zwei am 7. Juli in der Straße von Sizilien von vier leichten Kreuzern und fünf Zerstörern der Navigatori-Klasse sowie Maestrale, Grecale und Scirocco ausgebrachte Sperren hatten nicht einen ähnlichen Erfolg.
Vom 19. bis 20. August lief ein schnelles Truppentransportgeleit mit den vier Truppentransportern Marco Polo, Esperia, Neptunia und Oceania unter Sicherung der Zerstörer Ugolino Vivaldi, Nicoloso Da Recco, Gioberti, Oriani und des Torpedobootes Giuseppe Dezza von Neapel nach Tripolis. Aufgrund der Entschlüsselung des italienischen Funkverkehrs erkannten die Briten, dass das Geleit abweichend von der sonstigen Route westlich von Sizilien vorbeilief und hatten die U-Boote Urge und Unbeaten bei Pantelleria und Unique vor Tripolis aufgestellt. Nördlich von Pantelleria verfehlte Unbeaten die Esperia. Trotz weiterer Verstärkung der Sicherung durch die Zerstörer Maestrale, Grecale und Scirocco gelang es Unique am 20. direkt vor Tripolis mit drei Torpedotreffern die Esperia (11.398 BRT) zu versenken. Die Sicherungszerstörer retteten 1139 Überlebende von 1170 Mann.
Ab dem 7. November lief der Italienische Nachschubgeleitzug Beta (oft auch als Duisburg-Konvoi bezeichnet) mit seinen sieben Schiffen, begleitet von den Zerstörern Maestrale, Fulmine, Euro, Grecale, Libeccio, Oriani und gesichert durch eine Ferndeckungsgruppe mit den Schweren Kreuzern Trento, Trieste und der 13. Zerstörer-Flottille mit Granatiere, Fuciliere, Bersagliere und Alpino der Soldati-Klasse, von Neapel durch die Straße von Messina nach Tripolis. Nachdem Ultra den Funkverkehr der deutschen Luftwaffe auffangen und entschlüsseln konnte, wurde der Konvoi am 8. November schließlich von einem Maryland-Bomber der 69. RAF-Squadron aus Malta entdeckt.
Die Force K aus Malta mit den Kreuzern Aurora und Penelope sowie den Zerstörern Lance und Lively konnte sich mit Hilfe von Radar unbemerkt in eine günstige Angriffsposition manövrieren und griff kurz nach Mitternacht den Geleitzug an und versenkte alle sieben Transporter: Duisburg (7389 BRT), San Marco (3113 BRT), Maria (6339 BRT),  Sagitta (5153 BRT), Rina Corrado (5180 BRT), Tanker Conte di Misurata (5014 BRT) und Minatitlan (7599 BRT). Die Angreifer konzentrierten sich auf die Vernichtung der zu schützenden Schiffe, die 17.560 t Treibstoff, 13.500 t Versorgungs- und Ausrüstungsgüter, 1600 t Munition, 389 Fahrzeuge, 145 italienische und 78 deutsche Soldaten transportierten.
Allerdings beschossen die britischen Kreuzer zuerst mit einigen Salven die Zerstörer an der Spitze und am Ende des Konvois. Aurora traf mit ihren ersten drei Salven die am Ende laufende Grecale, die in Brand geriet und bewegungsunfähig liegen blieb, Penelope traf die das Geleit führende Maestrale ebenfalls, die aber einsatzbereit blieb und sich auf die Backbordseite des Konvois begab, da sie die Angreifer nicht erkannte, die sich auf der Steuerbordseite des Konvois befanden. Die auf dieser Seite sichernden Zerstörer Fulmine und Euro erkannten die Angreifer, die die beiden auf sie zulaufenden Zerstörer durch einen Zielwechsel aller Einheiten stoppten. Fulmine wurde von Lance und Penelope mehrfach getroffen und sank. Euro erhielt sechs Treffer, wobei die 152-mm-Geschosse der Kreuzer den Zerstörer durchschlugen, nicht explodierten und keine wichtigen Teile trafen. So konnte sie ablaufen und zu den sich sammelnden Zerstörern der anderen Seite laufen. Eine koordinierte Verteidigung des Konvois unterblieb, weil der Führungszerstörer Maestrale zwar nicht schwer getroffen war, aber seine Funkantennen durch den Beschuss zerstört waren. Die bis dahin ergangenen Befehle hatten nicht in Betracht gezogen, das der britische Angriff durch einen Überwasserverband erfolgte. So konnte die Force K die Transporter ziemlich ungestört versenken, da auch die italienische Deckungsgruppe nicht wirksam eingreifen konnte. Sie erkannte die Situation nicht, schloss zu langsam auf und wurde nicht richtig informiert. Sie verfolgte die Angreifer auf ihrem Weg um den Konvoi, sodass sich die eigenen Einheiten immer zwischen den Schweren Kreuzern und der Force K befanden. Erst als diese ablief, hatten die italienischen Kreuzer freies Schussfeld ohne einen Treffer zu erzielen. Die noch einsatzfähigen Zerstörer der Nahsicherung konnten durch die Kommunikationsmängel auch nicht wirkungsvoll zusammenwirken und wurden von den Angreifern meist ignoriert. Neben Maestrale und Euro erhielt auch noch die Libeccio einen Treffer.

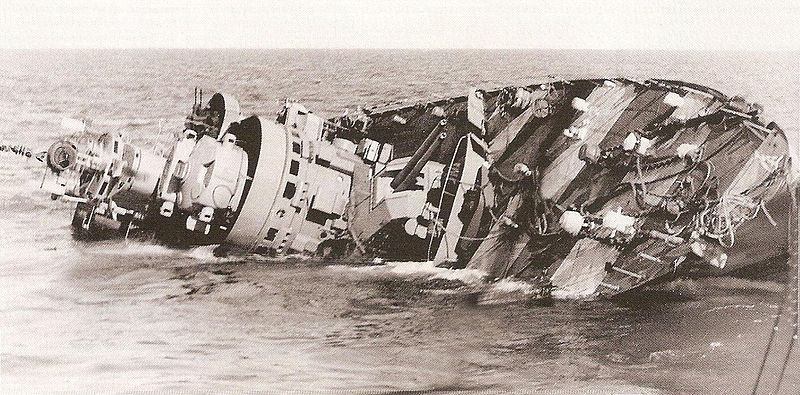
Die Libeccio kurz vor ihrem Untergang

Die italienischen Einheiten konzentrierten sich dann auf die Rettung der Schiffbrüchigen. Die Zerstörer Maestrale, Euro, Oriani, Alpino, Fuciliere und Bersagliere retteten insgesamt 704 Überlebende der versenkten Schiffe, wobei sie vom Lazarettschiff Virgilio aus Augusta, der Arno aus Bengasi und den zu Hilfe geeilten Zerstörern Da Recco, Antoniotto Usodimare und Gioberti aus Trapani unterstützt wurden. Die mit der Bergung von Überlebenden beschäftigte Libeccio wurde dabei am Morgen des 9. durch das britische U-Boot Upholder torpediert. Der am Heck schwerbeschädigte Zerstörer sank nach vier Stunden im Schlepp der beschädigten Euro als erster Kriegsverlust der Klasse. Seine Besatzung und Gerettete konnten vorher weitgehend von Maestrale und Euro übernommen werden. Die schwerbeschädigte Grecale wurde von der Oriani eingeschleppt.
Ursachen für den totalen Erfolg der Force K waren der Codeeinbruch, das den Italiener bis dahin unbekannte Radar und die gute Ausnutzung dieser Vorteile. Die Italiener gingen davon aus, dass britische Überwassereinheiten sie in der Nacht nicht finden könnten. Nach dem Desaster verloren der italienische Konteradmiral Brivonesi und der Geleitführer auf der Maestrale, Kpt.z.S. Bisciani, ihre Kommandos.
Als im Dezember 1941 der gesamte verfügbare Bestand der Italienischen Flotte zur Sicherung von zwei weiteren Geleitoperationen eingesetzt wurde, gehörte Maestrale bei M.41 zur Nahdeckungsgruppe 1 unter Admiral Carlo Bergamini um das Schlachtschiff Caio Duilio mit den Kreuzern Giuseppe Garibaldi, Gorizia und Montecuccoli sowie den Zerstörern Oriani und Gioberti.
Bei der zweiten Operation M.42 gehörte sie dann zur Deckungsgruppe unter Admiral Angelo Iachino, dem Flottenchef, mit den Schlachtschiffen Littorio, Andrea Doria, Giulio Cesare, den Schweren Kreuzern Gorizia und Trento sowie den weiteren Zerstörern Granatiere, Bersagliere, Fuciliere, Alpino, Corazziere, Carabiniere, Usodimare, Oriani, Gioberti. Am 17. Dezember kam es abends zu einem kurzen Gefecht mit der Force B unter Admiral Vian der Mediterranean Fleet, die einen Versorgungskonvoi nach Malta sicherte. Beide Seiten brachen das Erste Gefecht in der Sirte ab, weil sie ihre Schutzobjekte zu decken versuchten, ohne von den lohnenden Zielen auf der anderen Seite zu wissen. Maestrale kam bei diesem Gefecht keine wichtige Rolle zu.

#### 1942, Verlust derScirocco
Anfang Januar bildeten Maestrale und Scirocco mit den Zerstörern Gioberti, Oriani und Lanzerotto Malocello die Nahsicherung unter Admiral Bergamini der Nachschub-Operation M.43 mit dem Schlachtschiff Duilio, den Leichten Kreuzern Giuseppe Garibaldi, Montecuccoli, Emanuele Filiberto Duca d'Aosta und Muzio Attendolo, bei der fünf Transporter und ein Tanker am 5. Tripolis erreichten und der Duilio-Verband am 6. nach Tarent zurückkehrte.
Beim Nachschubgeleitzug T.18 nach Tripolis ab dem 22. Januar kommandierte Bergamini den Ferndeckungsverband um die Duilio mit den Zerstörern Antonio Pigafetta, Oriani, Scirocco und Ascari. Der Geleitzug verlor trotz Luftsicherung durch deutsche Ju 88 am 24. durch Albacore-Torpedoflugzeuge den Transporter Victoria (13.098 BRT) nordöstlich von Tripolis, von dessen 1400 eingeschifften Soldaten aber 1046 gerettet wurden.
Im Februar sicherten die beiden einsatzbereiten Zerstörer der Klasse, Maestrale und Scirocco, zusammen mit Pigafetta, Emanuele Pessagno und Usodimare sowie dem Torpedoboot Circe ab Korfu einen Geleitzug von drei Transportern, der ohne Verluste Tripolis erreichte. Der Angriffsversuch eines britischen U-Bootes auf den Konvoi führte am 22. zur Versenkung des Bootes durch Circe und Usodimare.
Anfang März war die Scirocco weiter mit schwereren Einheiten oder direkt an Geleiten im Einsatz und wirkte dabei mit Zerstörern anderer Klassen zusammen. Mitte März bildete der Zerstörer mit dem wieder einsatzbereiten Schwesterschiff Grecale sowie dm leichten Kreuzer Duca d’Aosta eine Ferndeckungsgruppe für das Nachschub-Unternehmen Sirio, deren stark gesicherte Einzelgeleite (u. a. das deutsche Frachtmotorschiff Reichenfels) neben einer erheblichen Ladung an Versorgungsgütern auch 36 Panzer und fast 300 weitere Fahrzeuge bis zum 18. unbeschädigt nach Tripolis transportierten.

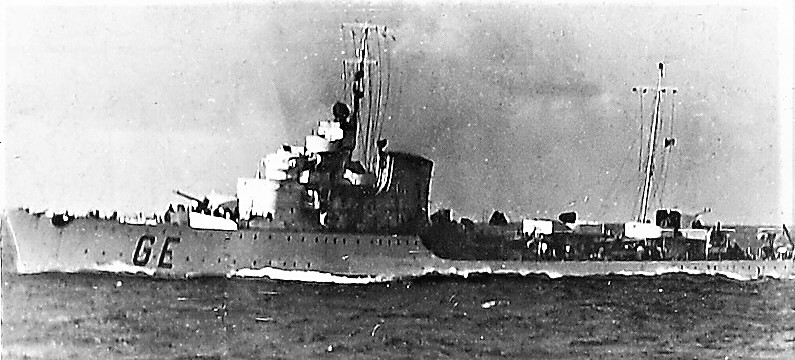
Der Zerstörer Geniere,
letzter Begleiter der Scirocco

Ab dem 20. März 1942 versuchten die Briten von Alexandria aus ihren Versorgungskonvoi MW.10 nach Malta zu bringen, dessen Sicherung unter Admiral Vian nur über Leichte Kreuzer und Zerstörer verfügte. Auf die Meldungen italienischer U-Boote lief ihnen ab dem 21. die italienische Flotte entgegen. Der Flottenchef Admiral Iachino lief aus Tarent mit dem Schlachtschiff Littorio und den Zerstörern Aviere, Grecale, Ascari und Oriani (11. Zerstörergeschwader) aus.
Scirocco und Geniere folgten am frühen Morgen der Flotte, kamen aber nicht an den mit hoher Fahrt laufenden Littorio-Verband heran, der dem britischen Verband den Weg nach Malta abschneiden wollte. Scirocco hatte erhebliche Schwierigkeiten mit den herrschenden Seeverhältnissen und seiner Maschine. Am späten Nachmittag wurden den beiden noch weit zurückliegenden Zerstörern der Rückmarsch zu einem näheren Hafen auf Sizilien gestattet. Gegen 20.45 Uhr fiel dann die linke Maschine der Scirocco aus und sie konnte ihre Fahrt nur mit 14 Knoten (kn) fortsetzen. Eine Erhöhung der Marschgeschwindigkeit auf 20 kn war nur von kurzer Dauer. Kurz nach Mitternacht konnte der Zerstörer bei immer schlechterem Wetter nur noch mit 7 kn weiterlaufen. In der Nacht und bei den Wetterbedingungen ging auch der Kontakt zur Geniere verloren. Um 5.39 Uhr viel der Antrieb der Scirocco völlig aus. Das antriebslose Schiff war den Wellen ausgeliefert und sank innerhalb weniger Minuten am 23. März 1942 um 5.45 Uhr auf der Position 35°50' N, 17°35' E (etwa 150 Meilen östlich von Malta). Von den 236 Mann an Bord überlebten nur zwei, die ein Wasserflugzeug noch am 26. März fand.
Grecale nahm am Zweiten Gefecht an der Sirte teil, fiel schon frühzeitig wegen eines Ruderschadens aus und musste umkehren. Auch der Zerstörer Lanciere der Messina-Gruppe der italienischen Flotte ging im Sturm verloren. Fast alle italienischen und britischen Schiffe erlitten auf dem Rückmarsch zum Teil schwere Sturmschäden.
Die beiden verbliebenen Zerstörer der Klasse wurden weiteren in der Sicherung des Nachschubverkehrs nach Nordafrika eingesetzt. Im August sollten beide mit Oriani und Gioberti und sieben Zerstörern der Soldati-Klasse eine Aktion von den Kreuzern Gorizia, Trieste, Bolzano, Eugenio di Savoia, Montecuccoli und Attendolo gegen die britische Nachschub-Operation Pedestal aus. Gibraltar nach Malta unterstützen. Das für den 13. August vorgesehene Eingreifen der italienischen Überwasserstreitkräfte wurde abgebrochen, da keine hinreichende Luftsicherung gestellt werden konnte. Auf dem Rückmarsch torpedierte das britische U-Boot Unbroken  die Kreuzer Bolzano und Attendolo bei den Äolischen Inseln.
Im späten Herbst verlegte die italienische Marine eine Flankensperren von Bizerta aus nordostwärts bis in den Raum westlich Siziliens zum Schutz des Nachschubverkehrs der Achsenmächte nach Tunis. In der Nacht zum 1. Dezember legten Maestrale und Grecale zusammen mit Mitragliere und Ascari die mit Teilsperre »S.96« mit 224 Minen.

#### 1943, Verlust derMaestrale
Gegen den italienischen Konvoiverkehr zwischen dem Golf von Tunis und Sizilien legten die britischen schweren Minenleger Welshman und Abdiel innerhalb der Flankensperren offensive Sperren. Am 9. Januar 1943 geriet ein Konvoi auf die von der Abdiel gelegte Sperre. Die Maestrale wurde schwer beschädigt und ihr Antrieb fiel völlig aus. Der Zerstörer Corsaro versuchte Hilfe zu leisten und sank nach zwei Minentreffern mit 187 Mann. Maestrale trieb auf die eigenen Minenfelder zu, als es der Besatzung doch noch gelang, ihr Schiff durch zwei verbundene Ankerketten zu stoppen.
Rettungseinheiten schleppten den Zerstörer später nach Bizerta, wo er zwei Wochen lang provisorisch repariert wurde und wo er nur knapp von Bomben bei einem amerikanischen Luftangriff verfehlt wurde.
Nach einigen Not-Reparaturen verließ Maestrale am 31. Januar Bizerta im Schlepp des Torpedoboots Animoso. Eines der drei begleiteten Boote sankt durch einen Minentreffer. Animoso erreichte mit dem Zerstörer im Schlepp Trapani. Von dort ging es weiter nach Neapel. Nach einigen weiteren Reparaturen dort, wurde die Maestrale zur endgültige Reparatur Anfang April zusammen mit dem ebenfalls schwerbeschädigten Zerstörer Corazziere nach Genua geschleppt.
Auch das Schwesterschiff Grecale hatte einen dramatischen Jahresbeginn. Am 3. Januar 1943 lag der Zerstörer in Palermo, als der Hafen von bemannten, britischen Chariot-Torpedos angegriffen, wobei Grecale keine Schäden erlitt. Am 12. verließ sie kurz nach Mitternacht Palermo auf dem Weg nach Bizerta mit deutschen Soldaten an Bord. Auf dem Weg entlang der sizilianischen Küste kam ihr das Torpedoboot Ardente entgegen. Die beiden italienischen Schiffe erkannten sich zu spät und kollidierten nahe Capo San Vito. Ardente sank sofort mit 118 Mann. Grecale war schwerbeschädigt und hatte das Vorschiff fast vollständig verloren. Sie traf am frühen Nachmittag wieder in Palermo ein. Acht Mann der Besatzung und 102 Mann der eingeschifften deutschen Soldaten verloren ihr Leben auf der Grecale. Der Zerstörer war erst im August 1943 wieder einsatzbereit.
In der Nacht zum 9. September 1943 gehörte die Grecale zum 14. Zerstörergeschwader, das mit den Zerstörern Artigliere, Legionario und Oriani zusammen mit dem 12. Zerstörergeschwader und dessen Zerstörern Carabiniere, Fuciliere, Mitragliere sowie Velite die die Schlachtschiffe Roma, Italia ex Littorio und Vittorio Veneto sowie die Kreuzer Eugenio di Savoia, Duca d´Aosta und Montecuccoli begleiteten, als die italienische Flotte unter Admiral Carlo Bergamini aus La Spezia auslief, um entsprechend den Waffenstillstandsbedingungen nach Malta zu laufen. Zum Verband traten auf See noch die aus Genua kommenden Kreuzer Luigi di Savoia Duca degli Abruzzi , Garibaldi und Attilio Regolo mit dem Torpedoboot Libra.
Die deutsche Luftwaffe griff die Flotte mit elf Do 217 K2 aus Istres bei Marseille an, die mit Fritz X-Lenkbomben (FX 1400) bewaffnet waren. Die von zwei Lenkbomben getroffene Roma sank nach einer gewaltigen Explosion, die von einer Lenkbombe getroffene Italia konnte ihre Fahrt nach kurzer Zeit fortsetzen.
Während Attilio Regolo, Mitragliere, Fuciliere, Carabiniere und Libra zur Bergung Überlebender zurückgelassenen wurden und mit weiteren herbeigerufenen Torpedobooten noch 596 Überlebende der Roma retten konnten, lief der verbliebene Verband (mit Grecale) nach Malta und wurde am 10. September von alliierten Einheiten aufgenommen und nach Malta begleitet. Am 12. September wurde die Grecale in Valletta betankt und verließ am 14. mit Italia, Vittorio Veneto, vier Kreuzern und drei weiteren Zerstörern Malta und lief mit dem Verband nach Alexandria, wo sie am 16. eintraf.
Die Reparatur des Schwesterschiffs Maestrale in Genua war bei der italienischen Kapitulation noch nicht abgeschlossen und sie wurde von den Italienern unbrauchbar gemacht. Eine von den Deutschen geplante Instandsetzung kam kaum voran. Nach Kriegsende erfolgte der Abbruch der vorhandenen Reste des Zerstörers.

#### Einsätze derGrecaleauf Seiten der Alliierten
Die Grecale wurde ab Herbst 1943 auf alliierter Seite beim Schutz von Geleiten eingesetzt.
Im Juni 1944 brachte sie zusammen mit einem italienischen Schnellboot britische und italienische Kampfschwimmer nach La Spezia, die am 22. in den Hafen eindrangen und den in Reparatur befindlichen Schweren Kreuzer Bolzano zerstörten und am 26. den als Blockschiff vorgesehenen Kreuzer Gorizia versenkten.
Im April 1945 unterstützte Grecale einen ähnlichen Angriff italienischer Kampfschwimmer auf Genua. Dort wurde der fast fertige Flugzeugträger Aquila (23.350 to) versenkt, um seine Verwendung als Blockschiff zu verhindern.

### Nachkriegsverwendung derGrecale
Nach Kriegsende und Friedensschluss durfte Italien die Grecale behalten. Der Zerstörer war das erste Schiff der neuen Italienischen Marine, das von 1947 bis 1949 in den erneuerten Anlagen des Arsenals von La Spezia modernisiert wurde. Dabei wurden die 120-mm-L/50-Kanonen durch eine modernere Version ersetzt und als Flugabwehrwaffen wurden sechs 37-mm L/54- und zwei 20-mm-L/65-Maschinenkanonen aufgestellt. Nach dem Umbau verfügte das Schiff nur noch über einen Drillings-Torpedorohrsatz. Es erhielt Gittermasten und eine Radaranlage vom Typ LWS.
Schon 1953 wurde der Zerstörer erneut modernisiert und die NATO-Zugehörigkeit wurde durch das neue Kennzeichen D 552 statt GR deutlich.
Am 26. Oktober 1954 lief die Grecale als erste Einheit der Marina Italiana in den Hafen von Trieste, als die bei Kriegsende internationalisierte Stadt wieder an Italien zurückgelassenen. dem Zerstörer folgten Granatiere, Artigliere und der Kreuzer Duca degli Abruzzi. Die Bevölkerung begrüßte die Schiffe und die Rückkehr nach Italien mit größter Freude.
1955 erfolgte die Umwandlung des Schiffes in eine schnelle U-Jagd-Fregatte. 1958 wurde das Schiff umklassifiziert und erhielt die Kennung F 556.
1959/60 erfolgte ein letzter Umbau der Grecale, die für einen begleiten Zeitraum dem Flottenstab dienten sollte, da der Kreuzer Duca degli Abruzzi ausgesondert werden sollte und der Umbau der als Flaggschiff vorgesehenen Garibaldi noch nicht abgeschlossen war. Bei diesem letzten Umbau wurde die Bewaffnung bis auf ein 40-mm-Zwillingsgeschütz ausgebaut. Die alten Aufbauten hinter dem Schornstein wurden entfernt und das erhöhte Vorschiff wurde weit nach hinten verlängert. Vor der Brücke entstand ein neuer, breiter Aufbau.
Am 1. Juni 1964 wurde die Grecale außer Dienst gestellt und dann abgerüstet. Der Rumpf war noch mehrere Jahre in Tarent vorhanden, ehe er verschrottet wurde.

## Einheiten
|    | Name      | Bauwerft                           | Kiellegung         | Stapellauf     | Indienststellung  | Verbleib                                                                            |
| -- | --------- | ---------------------------------- | ------------------ | -------------- | ----------------- | ----------------------------------------------------------------------------------- |
| ML | Maestrale | Cantieri Navali Riuniti, Ancona    | 25. September 1931 | 5. April 1934  | 2. September 1934 | Am 9. September 1943 in Genua selbst versenkt.                                      |
| GR | Grecale   | Cantieri Navali Riuniti, Ancona    | 25. September 1931 | 17. Juni 1934  | 15. November 1934 | modernisiert 1954 D552, 1957 F556, 1964 gestrichen                                  |
| SC | Scirocco  | Cantieri del Tirreno, Riva Trigoso | 29. September 1931 | 22. April 1934 | 21. Oktober 1934  | Am 23. März 1942 nach dem Zweiten Gefecht in der Sirte im Sturm gesunken            |
| LI | Libeccio  | Cantieri del Tirreno, Riva Trigoso | 29. September 1931 | 4. Juli 1934   | 23. November 1934 | am 9. November 1941 nach Torpedotreffer vom britischen U-Boot HMS Upholder gesunken |